# Transrapid

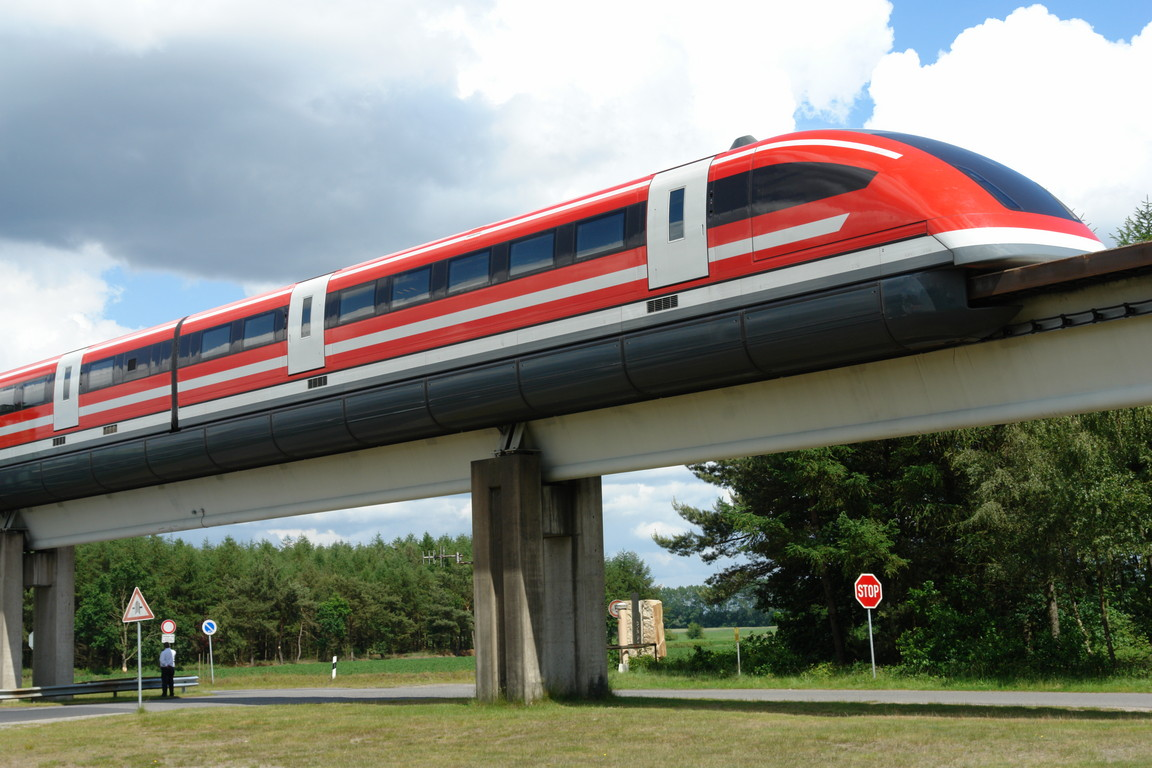
Transrapid 09在德國埃姆斯蘭測試設施

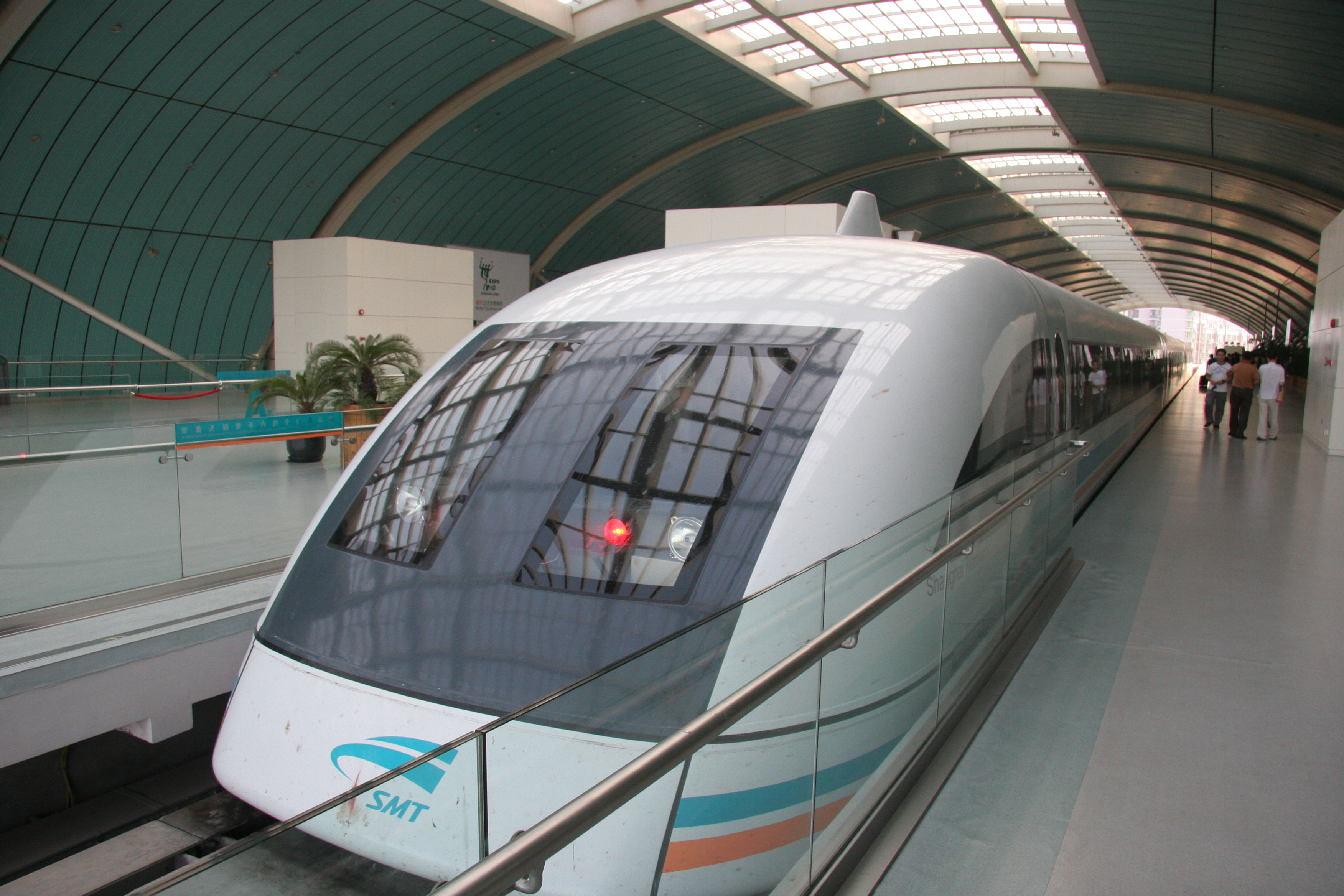
Transrapid SMT在上海（前）

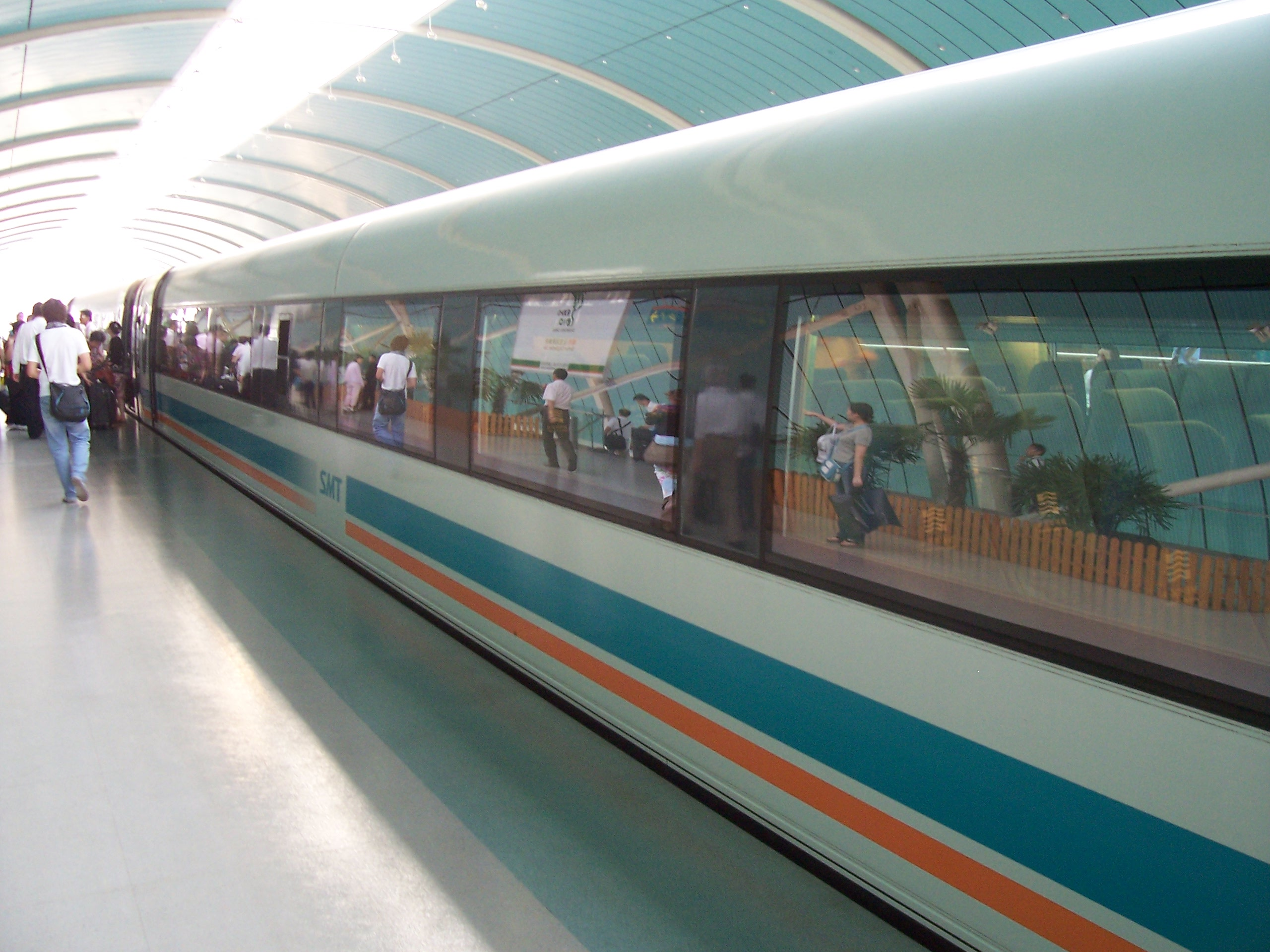
Transrapid SMT在上海（側）

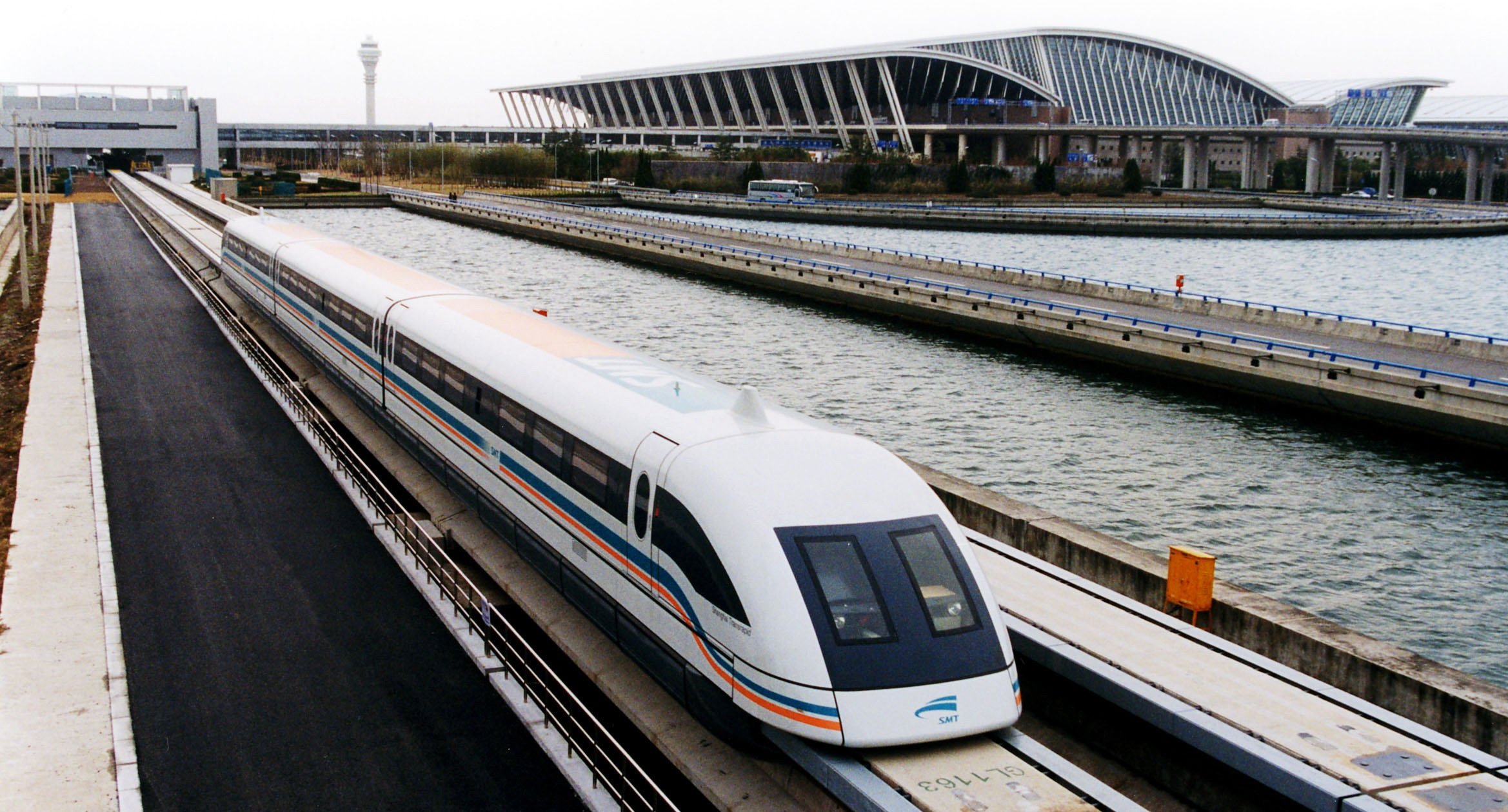
Transrapid SMT在上海浦東國際機場

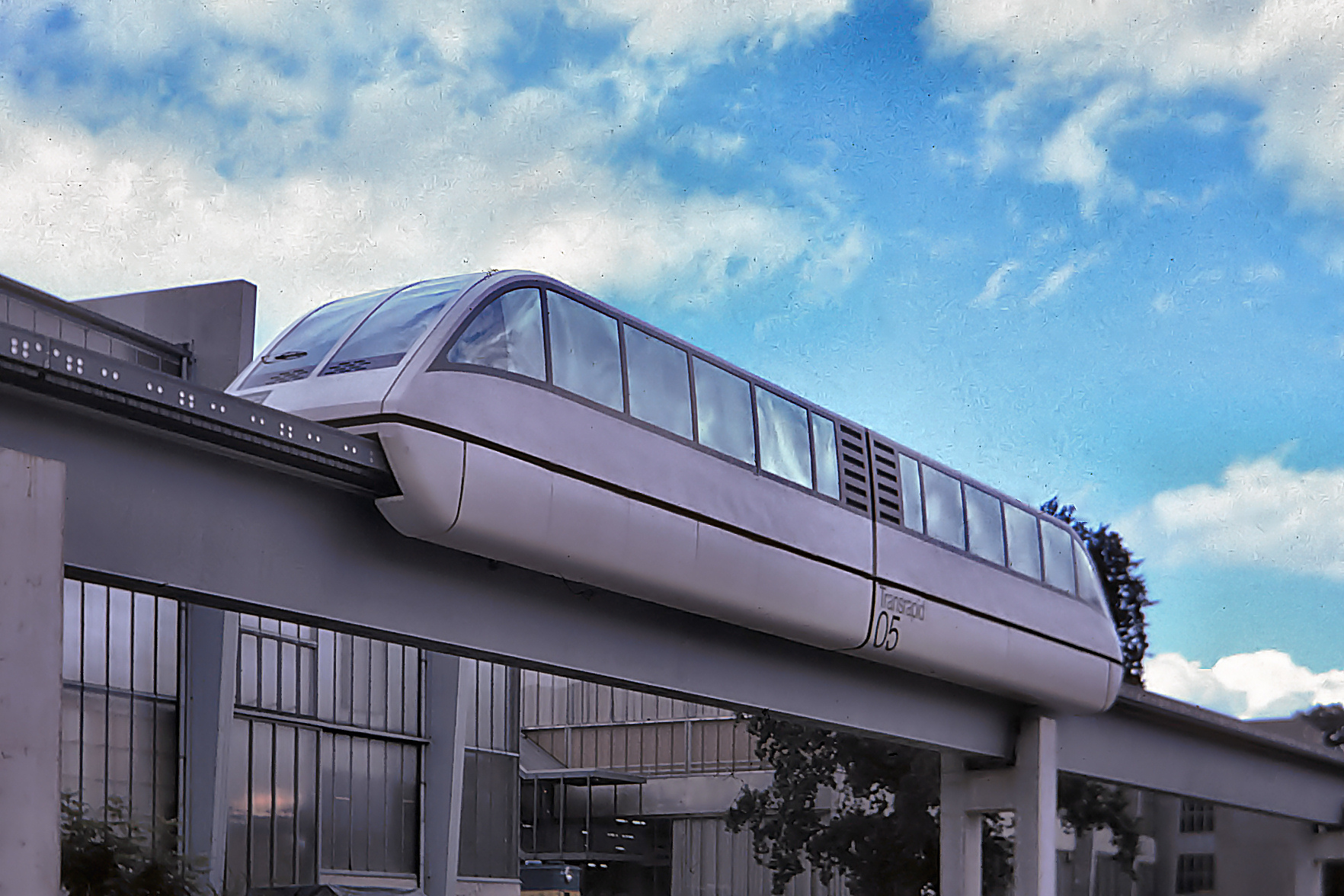
Transrapid 05在蒂森克虜伯

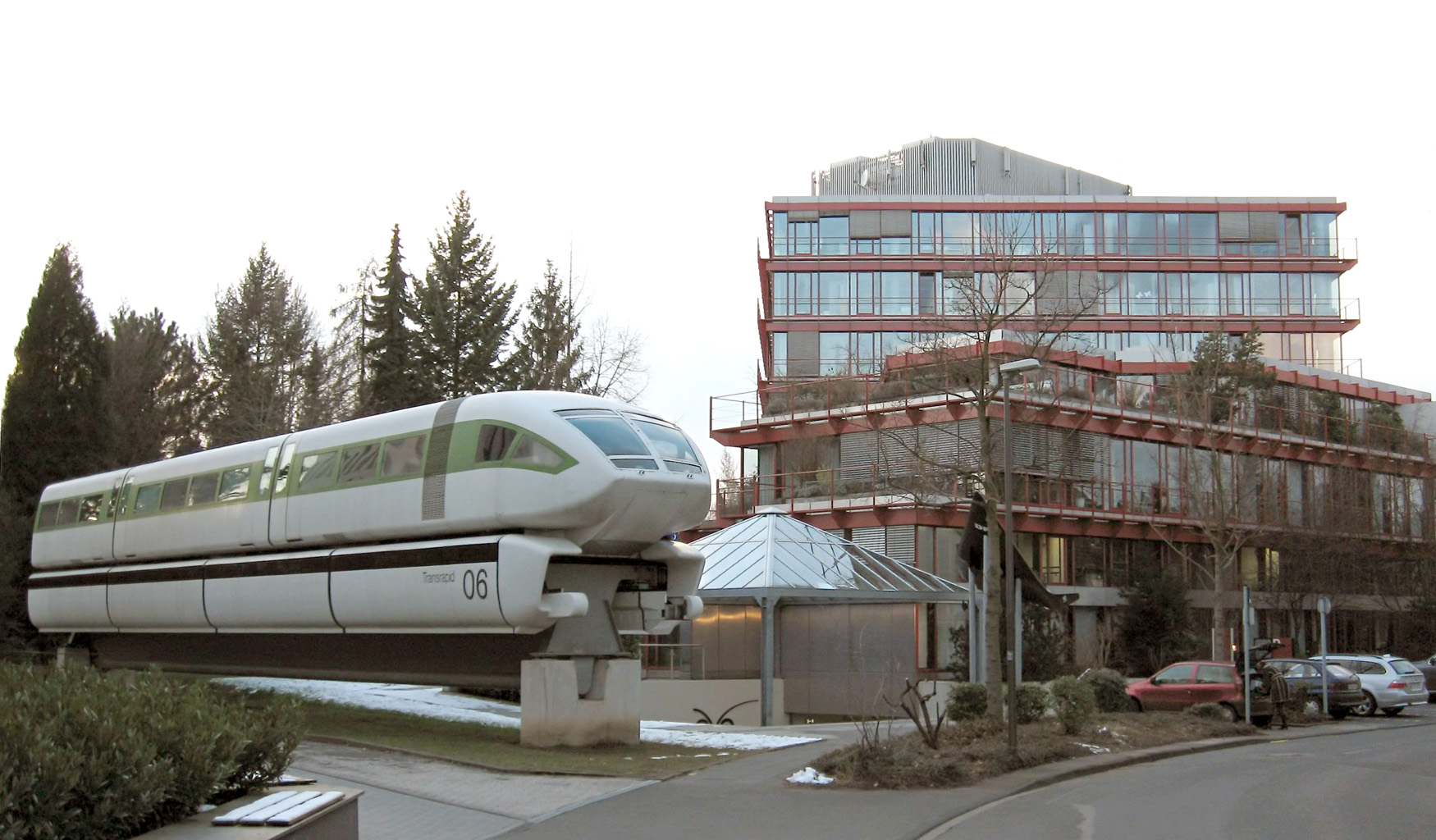
Transrapid 06在波恩德意志博物館

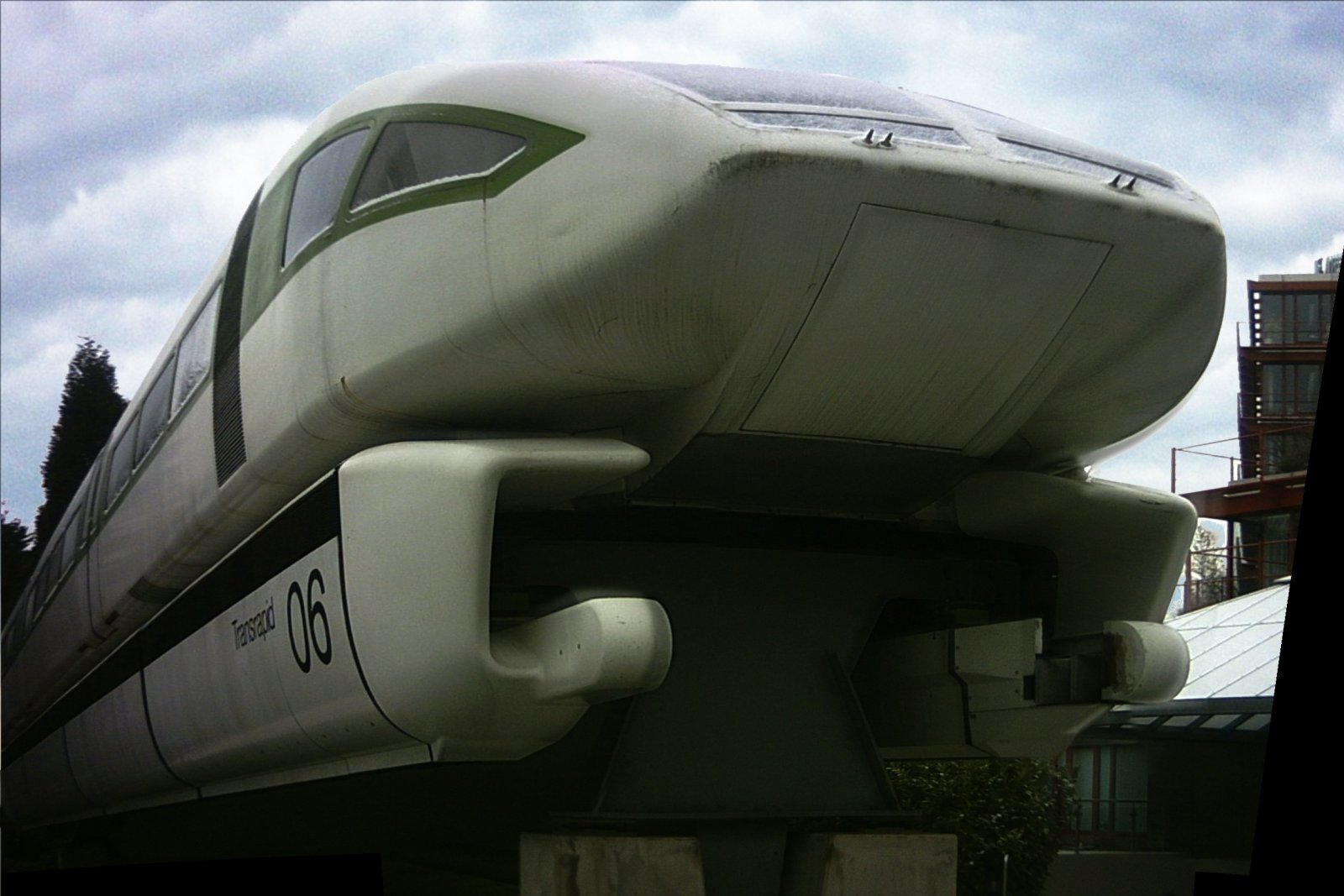
Transrapid 06

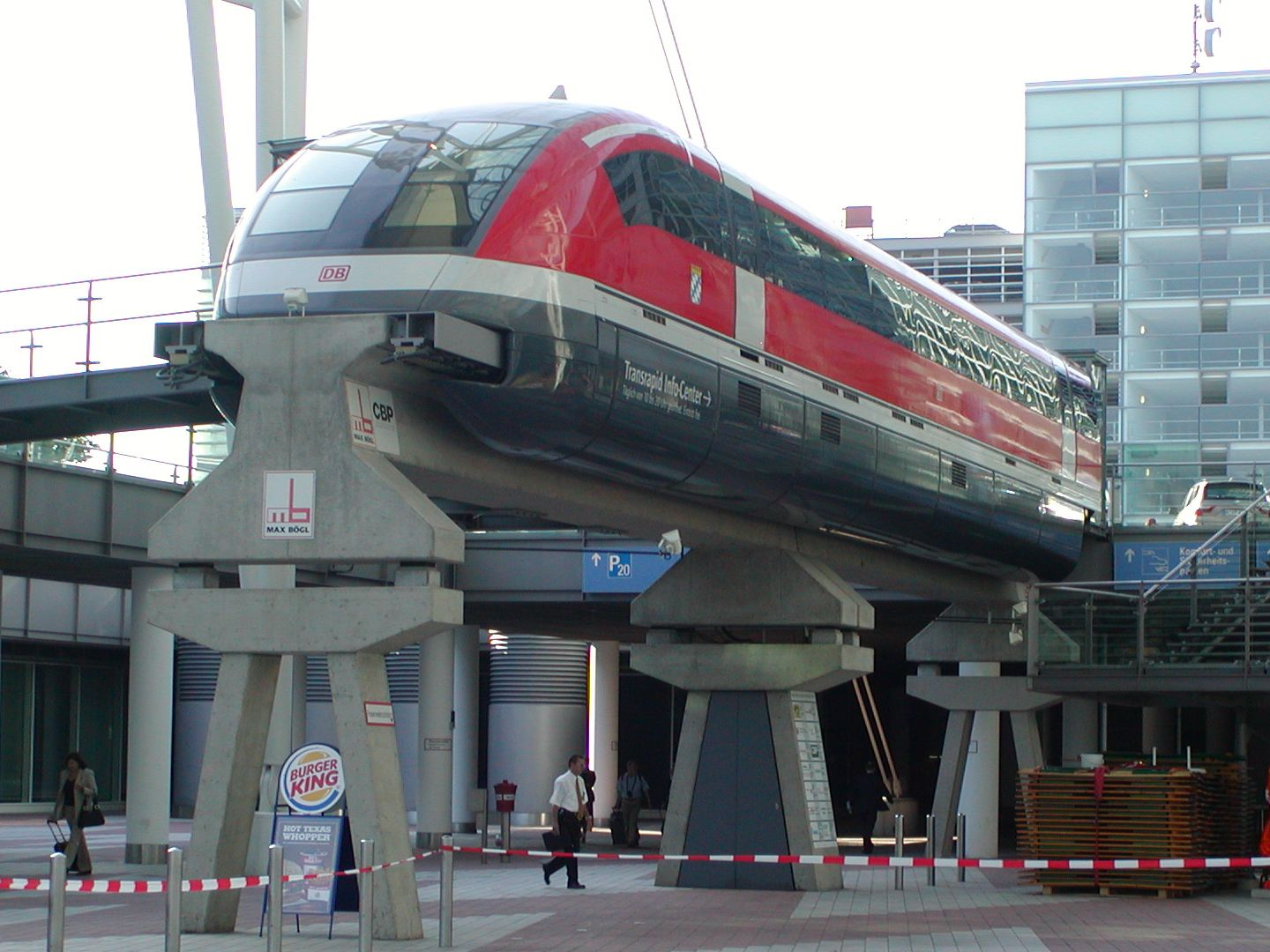
Transrapid 07在慕尼黑機場展示

Transrapid是德國研發的常導體磁浮列車。Transrapid系統的規劃始於1969年，1987年德國埃姆斯蘭完成興建測試設施。到了1991年，德國聯邦鐵路與著名大學合作批出技術完成申請。
最新的版本Transrapid 09，以巡航速度達每小時501公里設計，加速度為約1 m/s2。
2002年，世界上第一個商業營運的磁浮列車上海磁浮示範營運線通車，全長30.5公里，連接上海浦東國際機場至上海市區。Transrapid系統未曾用於長距離城際路線。
系統由Transrapid國際開發和推廣，是西門子和蒂森克虜伯聯合投標經營。
2011年末，埃姆斯蘭測試軌道的營運執照到期，路線關閉。2012年初，整個埃姆斯蘭測試設施，包括工廠獲准拆除並改回原有用途。2017年9月有計劃將最後一列Transrapid 09用作會議和博物館場地。

## 事故

### 德国磁浮试验线碰撞事故
2006年9月22日，一列 Transrapid 磁悬浮列车以 162m/h 的速度撞上停在试验线上的工程车。由于列车空气动力学的设计，撞击后列车很快处于重达 60 吨的工程车下方。
这是史上第一宗涉及到磁悬浮列车的事故，新闻报道 23 人死于此次事故。

### 上海磁悬浮起火事件
2006年8月11日下午，一列由浦东国际机场始发的磁悬浮列车，在抵达龙阳路车站时，其中的一节列车车厢发生火警。磁悬浮公司立即启动消防预案，疏散乘客，遏制火势，上海市公安、消防部门亦迅速出警。在当日15:40分左右，起火车厢的明火被扑灭。